# FIL Fondsbank
Die FIL Fondsbank GmbH (früher: Frankfurter Fondsbank GmbH) (FFB) ist eine Fondsbank zur Verwahrung von Investmentfondsanteilen privater und institutioneller Anleger mit Sitz in Kronberg im Taunus. Die FFB gehört seit Oktober 2009 zur Fidelity-Gruppe.

## Geschichte
Die FFB wurde am 1. Januar 2002 durch die FRANKFURT-TRUST Investment-Gesellschaft mbH in Frankfurt am Main als Abwicklungs- und Vertriebsplattform für Investmentfonds gegründet. Am 1. Juli 2004  gab die FFB die Eröffnung des einhunderttausendsten Depots bei der Frankfurter Fondsbank bekannt. Am 11. April 2005 gab die Bank das Überschreiten der Gewinnschwelle bekannt. Zu diesem Zeitpunkt wurde von dem Bankhaus ein Bestand von 8,6 Mrd. Euro in 745.000 Depots verwaltet.
Seit Gründung im Januar 2002 hat sich die Anzahl der Mitarbeiter von 30 auf 200 erhöht, die Anzahl der Investmentdepots von 360.000 auf 650.000 sowie das Anlagevolumen von 2,6 Milliarden Euro auf 32 Milliarden Euro. Dies entsprach nach Aussage der Bank einem jährlichen Zuwachs von durchschnittlich mehr als 20 Prozent.
Am 5. August 2009 verkaufte die BHF-BANK ihre Tochtergesellschaft zu 100 Prozent an Fidelity International. Im Zuge der Übernahme änderte sich der Name der Bank von Frankfurter Fondsbank GmbH zu FIL Fondsbank GmbH.
Im November 2012 wurde der Sitz der Gesellschaft von Frankfurt am Main nach Kronberg im Taunus verlegt.